# Horst Meyer-Selb

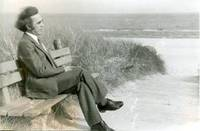
Horst Meyer-Selb, ca. 1984

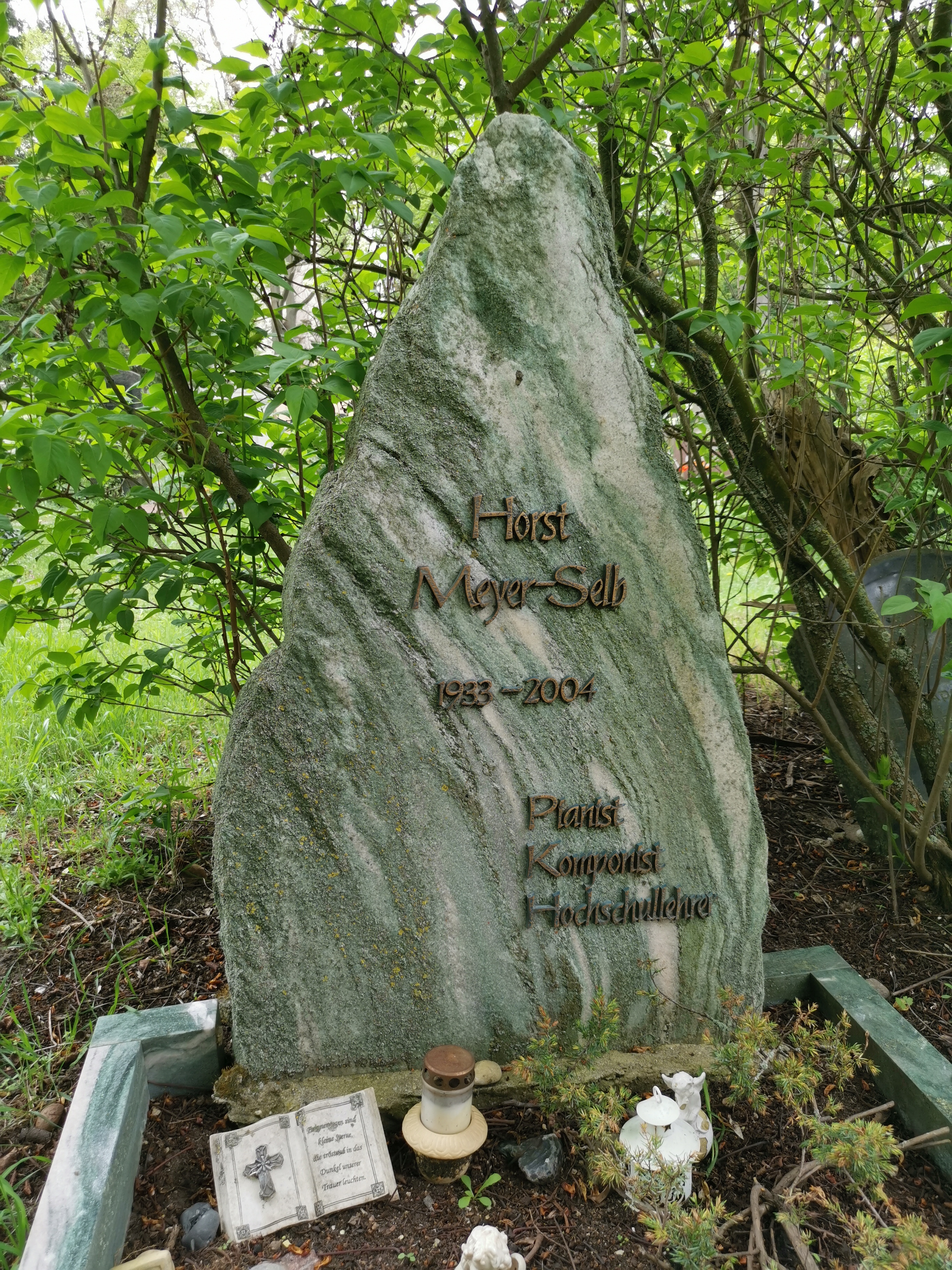
Grab auf dem Friedhof II der Französisch-Reformierten Gemeinde in Berlin-Mitte

Horst Meyer-Selb (* 8. April 1933 in Selb; † 22. Dezember 2004 in Berlin) war ein deutscher Musiker, Pianist, Komponist und Musikpädagoge.

## Leben
Meyer-Selb erhielt früh Unterricht im Klavier- und Orgelspiel sowie im Komponieren. Er studierte von 1948 bis 1950 an der „Burg Giebichenstein“ – Kunstschule und Werkstätten der Stadt Halle Graphik und bildende Kunst, von 1950 bis 1955 an der Hochschule für Musik Franz Liszt Weimar Klavier. Sein Studium schloss er als Diplom-Pianist zum Thema  Methodisch-inhaltliche Analyse des Klavierzyklus „Papillon“ von Robert Schumann ab.
Danach war er zeitlebens als Hochschullehrer tätig: Von 1955 bis 1971 am Konservatorium Schwerin, an den Musikschulen in Frankfurt/Oder, Berlin-Pankow sowie als Korrepetitor an der Staatlichen Ballettschule Berlin; von 1971 bis 1974 an der Hochschule für Musik „Franz Liszt“ Weimar und von 1974 bis 2004 als Hochschullehrer für Klavier, Tonsatz und Gehörbildung an der Hochschule für Musik „Hanns Eisler“ Berlin.
Von 1968 bis 1971 hatte er bei Professor Johann Cilenšek eine Aspirantur für Komposition an der HfM „Franz Liszt“ in Weimar und erhielt 1969 den 1. Preis für seine Kompositionen: Liederzyklus nach Texten von Wilhelm Busch für Sopran und Klavier („Die Selbstkritik“, „Sie war ein Blümlein“, „Als ich ein kleiner Bube war“, „Es wohnen die hohen Gedanken“, „Es sitzt ein Vogel auf dem Leim“, „Keiner, keiner ist mir recht“) und: „Toccata für Klavier“.
Als Komponist war er bereits zu Lebzeiten in das Kurzgefasste Tonkünstler-Lexikon Franz/Altmann eingetragen. Er war Mitglied der GEMA.
Ende Dezember 2004 starb Meyer-Selb überraschend in seiner Wohnung in Berlin-Weißensee und wurde am 28. Januar 2005 auf dem Friedhof II der Französisch-Reformierten Gemeinde in Berlin-Mitte, nahe den Gräbern von Theodor Fontane, Arno Mohr und Peter Hacks, beigesetzt.
Horst Meyer-Selb war dreimal verheiratet und hat aus erster Ehe einen Sohn.

## Konzerte

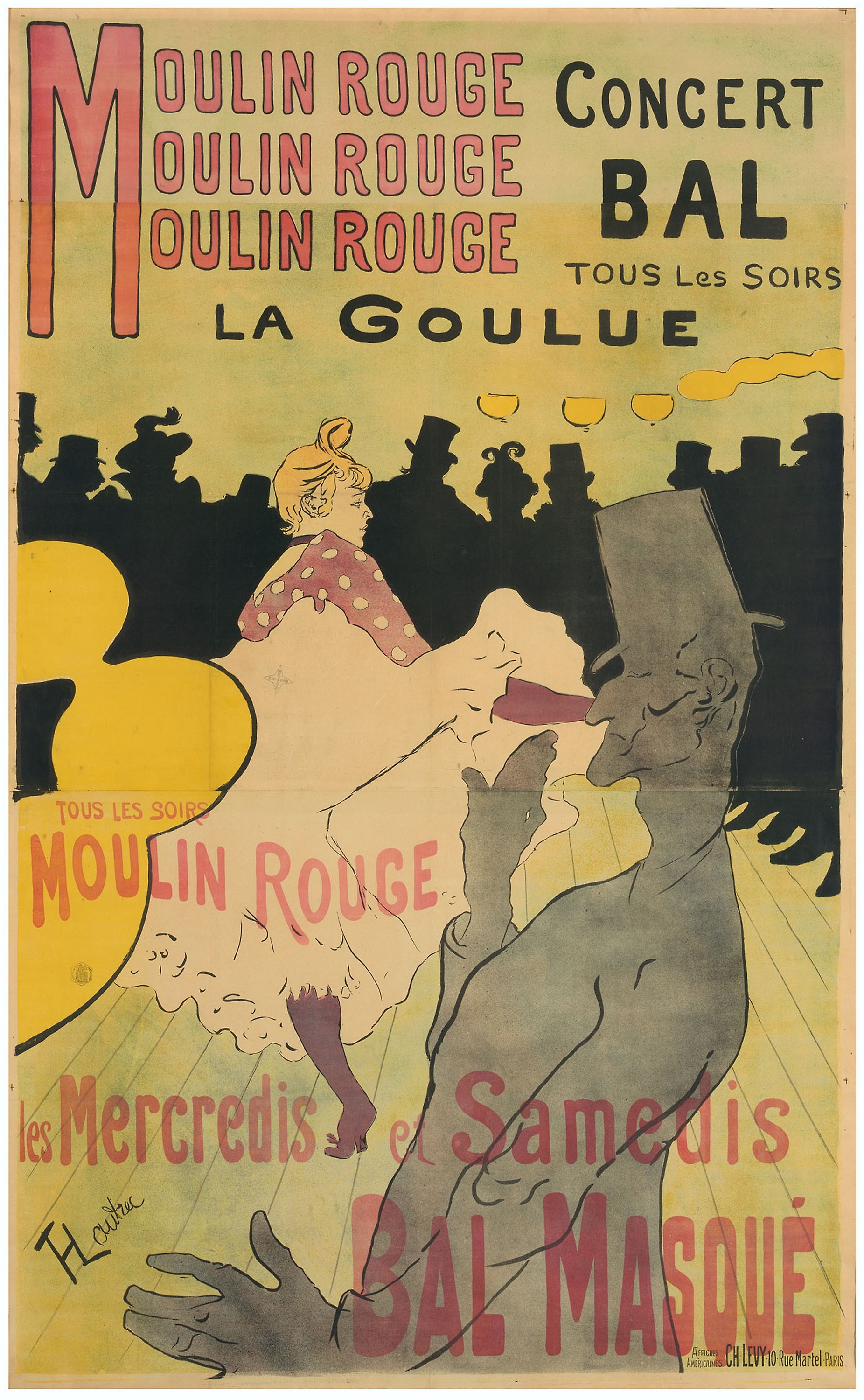
Henri Toulouse-Lautrec: Moulin Rouge – La Goulue

Mit einem Gedenkkonzert am 25. Januar 2009 im Palais am Festungsgraben in Berlin-Mitte erinnerte der Rundfunkchor Berlin an den Musikpädagogen und Komponisten Horst Meyer-Selb. Die Kompositionen erschienen – bis auf die Wilhelm-Busch-Lieder – im Friedrich Hofmeister Musikverlag Leipzig:
- Zigeunerlieder für Bariton und Alt oder Mezzosopran und Klavier (1995)
- Vier Rosenlieder nach Gedichten von Eva Strittmatter (1995)
- Rilke Medaillon – Fünf Lieder für Frauenstimme und Klavier nach Texten von Rainer Maria Rilke (1998)
- Fünf Lieder nach Texten von Wilhelm Busch (noch unveröffentlicht)
- „Zoppo“ (Der Hinkende) – eine Tanzvision und Rhapsodie für Klavier (1996)
- angeregt durch eine Grafik Ernst Barlachs „Vergnügtes Einbein“ (Blatt aus der Folge „Die Ausgestoßenen“, 1922)
- Moulin Rouge – 8 Walzer für Klavier (2001), die durch die Tätigkeit des Komponisten als Ballettbegleiter angeregt sowie im Gedenken an die „künstlerisch-historische Bedeutung des Hauses ‚Moulin Rouge’ in Paris“ und „hervorragende Ballettsolistin, La Goulue“ entstanden sind.

Über diese und andere Kompositionen von Horst Meyer-Selb schreibt der Musikwissenschaftler Burkhardt Meischein in einem Brief 2006:

„Ich habe mir die Stücke gern angehört und angesehen und mich gefreut, einmal wieder so ansprechende Musik zu hören: […] kein Tüfteln und Grübeln […] pointierte Miniaturen […] witzige Skizzen […] elegante, aus tänzerischen Impulsen geborene Charakterstücke […] alles „sitzt“, klingt, nichts versucht mehr zu scheinen als zu sein […] hat Humor, Klarheit und knüpft an ältere Modelle an, ohne auf eine eigene Handschrift zu verzichten […] Vielen Dank für diese originelle und witzige Musik, deren Schwergewicht mir im Rhythmischen zu liegen scheint; die Harmonik - meist eher übersichtlich. Kein Vorwurf […] sondern das gehört zum Ideal verständlicher, klarer und gutklingender Musik, das Herr Meyer-Selb offenbar hatte. Dank auch für die CD, die ihn als glänzenden und einfallsreichen Pianisten ausweisen […]“

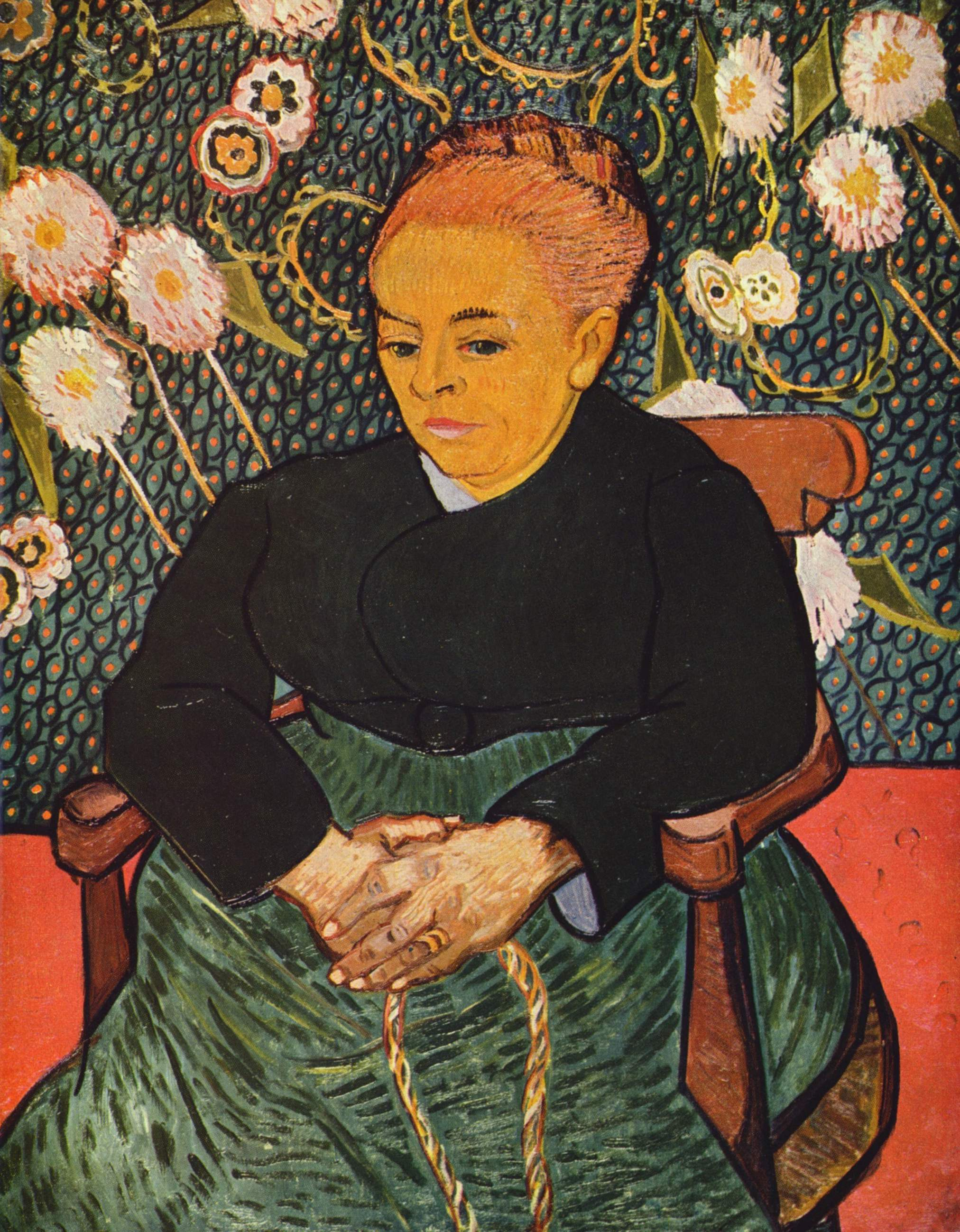
Vincent van Gogh: La Berceuse

Mit seinen Kompositionen hat er das allzeit Gültige auch über sich selbst gesagt, vorzüglich in seiner Rhapsodie für Klavier „Zoppo“ (Der Hinkende), die der erste veröffentlichte Teil seiner insgesamt unveröffentlichten Komposition „Triptychon für Klavier“ nach Bildvorlagen von Ernst Barlach und Vincent van Gogh ist:
- I Ballade: „Tanz des vergnügten Einbein“ – Ernst Barlach
- II Nocturno: „La Berceuse“ – Vincent van Gogh
- III – (ohne Gattungsbezeichnung): Verzweiflung und Empörung – Ernst Barlach

und er wie folgt kommentierte:

„Bewusst von dem graphischen Meisterwerk Ernst Barlachs „Vergnügtes Einbein“ aus dem Zyklus „Die Verstoßenen“ ausgehend, habe ich versucht, den holzbeinigen Alten in einer optimistisch-verzweifelten Absicht und Beschwörung einer Tanzvision darzustellen. Von vornherein von der Unmöglichkeit bestimmt, kommt es zu bewegt zuversichtlich tänzerischen Gebärden - schwingend anmutig oder aber hysterisch zwanghaft. Seine schmeichelnde Koketterie als vergebliche Werbung begreifend, mündet er immer wieder in drohend wütende Ausfälle, die dann zum stampfenden und verzweifelten Zusammenbruch führen. Klavieristisch und klanglich in einem vielseitigen Spektrum stehend, erfordert die Rhapsodie großes spielerisches Vermögen und eine überzeugend starke Fähigkeit zur Darstellung.“

Zeitlebens trat Horst Meyer-Selb als Klaviersolist und -begleiter in Konzerten, Liederabenden, öffentlichen Kultur- und Fest-Veranstaltungen, bei internationalen Wettbewerben, Rundfunkaufnahmen sowie Konzertabenden eigener Kompositionen an vielen Spielstätten auf: Weimar, Schwerin, Berlin, Merseburg, Halle und andere; auch in Hof, Arzberg und Bayreuth. Einige seiner Kompositionen trugen zur Schaffung neuer Spiel- und Unterrichtsliteratur für Klavier und andere Instrumente bei; schuf er zyklische Formen neuer Klaviermusik. Vor Vertretern des Verbandes der Komponisten und Musikwissenschaftler der DDR sowie Direktoren der Musikschulen der DDR erläuterte er methodisch seine neue Spiel- und Unterrichtsliteratur, wurde eine Auswahl von Klavierstücken in den Unterricht verschiedener Musikschulen, sowohl in der DDR, als auch in der BRD, aufgenommen.
Konzerte mit seinen Kompositionen und mit ihm als Pianisten fanden in den Jahren von 1954 bis zuletzt 2004 statt.
Nachträglich eine Hommage an den Pianisten und Komponisten Horst Meyer-Selb aus Pressestimmen seiner Zeit:

„[…] Hervorragend ist der Pianist Horst Meyer […] unbedingte Sauberkeit des Tones […] federleicht im Anschlag […] gutes Stilempfinden […] Farbigkeit des Anschlags […] sein Klavierabend – ein Beleg für ein bedeutendes pianistisches Können […] bewundernswert die Flüssigkeit des Spiels und das Gedächtnis des Pianisten […] hervorragende Technik und starker Gestaltungswille […] angenehm berührt seine freie Vortragsweise […] echter Beethovengeist wird wach, wenn er mit Kraft und Temperament das Orchester mit sich reißt oder mit tiefster Innerlichkeit (im Largo) die Hörer in seinen Bann zieht […] Solist des Abends war Horst Meyer. Er trat in dem c-moll Klavierkonzert von L. v. Beethoven als treffsicher gestaltender Interpret hervor […] Horst Meyer (Klasse Professor Heinz Lamann) spielte den Solopart Beethovens c-Moll Klavierkonzert. Der junge Pianist überzeugte durch die ruhige und klare Beherrschung des Klavierteils von seiner musikalischen Intelligenz, seinem gesunden Gefühl für die rhythmischen Werte, das sich besonders in dem äußerst flüssig und bewegt gespielten Rondosatz bewährte. Im Largosatz trat zur geistigen Durchdringung des Gespielten Wärme der Empfindung […]“

Und über den Komponisten heißt es:

„[…] Zu einem der erfreulichsten Ereignisse der Konzertsaison wurde der Abend mit Werken von Horst Meyer-Selb … das qualitativ beste Werk war zweifellos die Sonatina für Flöte und Klavier … wir hörten einen ruhigen, verinnerlichten und dunklen zweiten und einen spritzig-burlesken dritten Satz […] mit seinen Liedern zeigte Horst Meyer, dass er die Gattung des zeitgenössischen Kunstliedes zu bereichern wusste […] dass er mit diesen Werken als Sieger hervorging, war eine gute Juryentscheidung […] vielfältiger musikalischer Gehalt beweist das beachtliche Können des Komponisten […] etwas ungewohnte Töne waren zu hören mit den „Bagatellen für Klavier“ des zeitgenössischen Komponisten […] wir hoffen, diesem Werk und anderen Kompositionen von Horst Meyer-Selb wieder zu begegnen […]“

## Werke
Er komponierte Lieder, Klavier- und Kammermusik für Bläser, Streicher, Gitarre/Mandoline, Akkordeon/Bajan, sowie Kompositionen für besondere Anlässe.
In Musikverlagen erschienene Kompositionen bei:
- Friedrich Hofmeister Musikverlag, Leipzig
- Joachim-Trekel-Musikverlag, Hamburg
- Editions Bim (Jean-Pierre Mathez)